# Sele
Sele je rijeka na jugu Italije, u talijanskoj regiji Kampaniji koja izvire u planinskom lancu Monti Picentini u blizini gradića Caposele, a ulijeva se u Tirensko more, u zaljevu Salerno, u blizini antičkog grada Paestuma. Rijeke Sele u antička vremena se nazivala Silarus i kod nje se održala bitka između Hanibalove vojske i Rimljana za vrijeme drugog punskog rata u kojoj su rimljani poraženi, a mjesto je i kasnije bitke između Spartakove vojske i rimljana.

## Vanjske poveznice
|  | Zajednički poslužitelj ima još gradiva o temi Sele |